# Ziya Daylak
Ziya Daylak (ur. 1 stycznia 1989) – turecki zapaśnik walczący w stylu wolnym. 
Dziewiąty na Uniwersjadzie w 2013. Ósmy na uniwersyteckich MŚ w 2014. Szósty w drużynie w Pucharze Świata w 2008. Trzeci na mistrzostwach Europy kadetów w 2006 roku.